# Wasting All These Tears
«Wasting All These Tears» es una canción de la cantante y compositora Cassadee Pope, escrita por Caitlyn Smith y Rollie Gaalswyk. La canción fue lanzado por primera vez el 31 de mayo de 2013 en el Reino Unido y el 4 de junio de 2013 en Estados Unidos como su debut en solitario single de su álbum de estudio debut Frame by Frame.

## Video musical
El video musical fue dirigido por Brian Lazzaro y estrenó en CMT el 17 de julio de 2013.
Se inicia con Cassadee en su cama, y se muestra un botte de vino y Cassadee en un columpio que está lloviendo. Entonces flashbacks Cassadee y su novio en un columpio, muy feliz. Se remonta a Cassadee en la cama y mirando un álbum que contiene fotos de ella y su ahora exnovio. Entonces, Cassadee sienta en un columpio que está en su habitación. Nuevo Flashbacks a Cassadee en un pasillo, caminando a su novio, donde ella ve sombras detrás de la puerta. Ella abre la puerta y ve a una chica en la cama, y luego a su novio la mira, pero Cassadee se escapa y comienza a llorar. El video muestra Cassadee con su banda y el video termina con Pope en el swing con la lluvia sigue cayendo.

## Lista de canciones
Descarga digital
- «Wasting All These Tears»  - 3:35

## Posicionamiento en listas
| Listas (2013)                      | Mejor posición |
| ---------------------------------- | -------------- |
| Canadá (Canadian Hot 100)          | 41             |
| Estados Unidos (Billboard Hot 100) | 37             |
| Estados Unidos (Hot Country Songs) | 7              |
| Estados Unidos (Country Airplay)   | 27             |

## Historial de lanzamientos
| País           | Fecha              | Formato          |
| -------------- | ------------------ | ---------------- |
| Reino Unido    | 31 de mayo de 2013 | Descarga digital |
| Canadá         | 4 de junio de 2013 | Descarga digital |
| Estados Unidos | 4 de junio de 2013 | Descarga digital |